# Cochlefelis danielsi
Cochlefelis danielsi är en fiskart som först beskrevs av Regan, 1908.  Cochlefelis danielsi ingår i släktet Cochlefelis och familjen Ariidae. Inga underarter finns listade i Catalogue of Life.